# Atletismo nos Jogos Paralímpicos de Verão de 2012 - Arremesso de bastão masculino
As competições de arremesso de bastão masculino do atletismo nos Jogos Paralímpicos de Verão de 2012 foram disputadas no dia 31 de agosto no Estádio Olímpico de Londres, na capital britânica. Houve a realização de apenas um evento nesta modalidade, incluindo atletas das classes F31, F32 e F51 na mesma prova. O arremesso de bastão é uma modalidade própria dos Jogos Paralímpicos, não existindo uma versão olímpica.

## Medalhistas

### Classe F31/32/51
| Ouro   | SRB Željko Dimitrijević |
| Prata  | CZE Radim Běleš         |
| Bronze | ALG Lahouari Bahlaz     |

## Resultados
| Pos. | Atleta                  | Classe | 1     | 2     | 3     | 4     | 5     | 6     | Marca | Pontos | Notas                |
| ---- | ----------------------- | ------ | ----- | ----- | ----- | ----- | ----- | ----- | ----- | ------ | -------------------- |
| 1 !  | SRB Željko Dimitrijević | F51    | 26,88 | 26,25 | 26,67 | -     | -     | -     | 26,88 | 1010   | Recorde mundial      |
| 2 !  | CZE Radim Běleš         | F51    | 23,84 | 23,20 | x     | x     | 26,67 | 25,92 | 26,67 | 1004   | Recorde pessoal      |
| 3 !  | ALG Lahouari Bahlaz     | F32    | 31,36 | 36,31 | 32,85 | 30,58 | 34,45 | 32,72 | 36,31 | 1003   | Recorde paralímpico  |
| 4    | CZE Jan Vaněk           | F51    | 24,99 | 24,89 | 24,77 | 25,16 | 24,15 | 24,86 | 25,16 | 953    | Recorde pessoal      |
| 5    | CZE Martin Zvolánek     | F51    | 23,52 | 24,88 | x     | 23,63 | 23,63 | x     | 24,88 | 943    |                      |
| 6    | TUN Mohamed Zemzemi     | F51    | 23,76 | x     | x     | 24,63 | x     | 24,19 | 24,63 | 933    | Recorde africano     |
| 7    | CRO Miroslav Matić      | F51    | x     | 23,75 | 23,45 | 23,19 | x     | 24,03 | 24,03 | 909    | Recorde pessoal      |
| 8    | ALG Karim Betina        | F32    | 29,75 | x     | 27,32 | x     | 28,31 | 27,91 | 29,75 | 906    | Recorde da temporada |
| 9    | POL Maciej Sochal       | F32    | 23,58 | 28,04 | 29,04 | -     | -     | -     | 29,04 | 891    | Recorde da temporada |
| 10   | LBA Hamza Elhmali       | F32    | x     | x     | 28,29 | -     | -     | -     | 28,29 | 875    | Recorde pessoal      |
| 11   | GBR Stephen Miller      | F32    | 26,70 | 26,54 | 26,70 | -     | -     | -     | 26,70 | 837    |                      |
| 12   | SLO Jože Flere          | F51    | 21,32 | 21,10 | 20,84 | -     | -     | -     | 21,32 | 780    | Recorde pessoal      |
| 13   | CZE Frantisek Serbus    | F32    | x     | 24,04 | 23,15 | -     | -     | -     | 24,04 | 763    |                      |
| 14   | CRO Slaven Hudina       | F32    | x     | x     | 23,09 | -     | -     | -     | 23,09 | 733    |                      |
| 15   | IRL John McCarthy       | F51    | 19,52 | x     | 20,36 | -     | -     | -     | 20,36 | 727    |                      |
| 16   | GRE Nikolaos Kaplanis   | F51    | 18,39 | 18,82 | x     | -     | -     | -     | 18,82 | 634    |                      |
| 0 !  | MAR Youssef Ouaddali    | F32    | x     | x     | x     | -     | -     | -     | NM    | 0      |                      |

Legenda
| Recorde mundial      | Recorde mundial (World record)               |                       | Recorde africano                      | Recorde africano (African) |                                           | Q | Classificado por posição (Qualified) |
| Recorde paralímpico  | Recorde paralímpico (Paralympic record)      | Recorde da América    | Recorde da América (Americas)         | q                          | Classificado por melhor tempo (Qualified) |   |                                      |
| Melhor marca do ano  | Melhor marca do ano (World leading)          | Recorde asiático      | Recorde asiático (Asian)              | DNS                        | Não largou (Did not start)                |   |                                      |
| Recorde nacional     | Recorde nacional (National record)           | Recorde europeu       | Recorde europeu (European)            | DNF                        | Não terminou (Did not finish)             |   |                                      |
| Recorde pessoal      | Recorde pessoal do atleta (Personal best)    | Recorde da Oceania    | Recorde da Oceania (Oceania)          | DSQ / DQ                   | Desclassificado (Disqualified)            |   |                                      |
| Recorde da temporada | Recorde da temporada do atleta (Season best) | Recorde sul-americano | Recorde sul-americano (South America) | NM                         | Sem marca (No mark)                       |   |                                      |